# Ferrari Roma
El Ferrari Roma (Tipo F169) es un automóvil deportivo de gran turismo producido por el fabricante de automóviles italiano Ferrari. Basado en el Portofino, es un modelo berlinetta de alto rendimiento ubicado entre el Portofino y el F8 Tributo en la gama de coches deportivos de la firma. El Roma se nombra en honor de la capital de Italia y se dio a conocer en línea en noviembre de 2019. La presentación oficial del automóvil al público, tuvo lugar en un evento organizado por Ferrari en Roma.

## Diseño

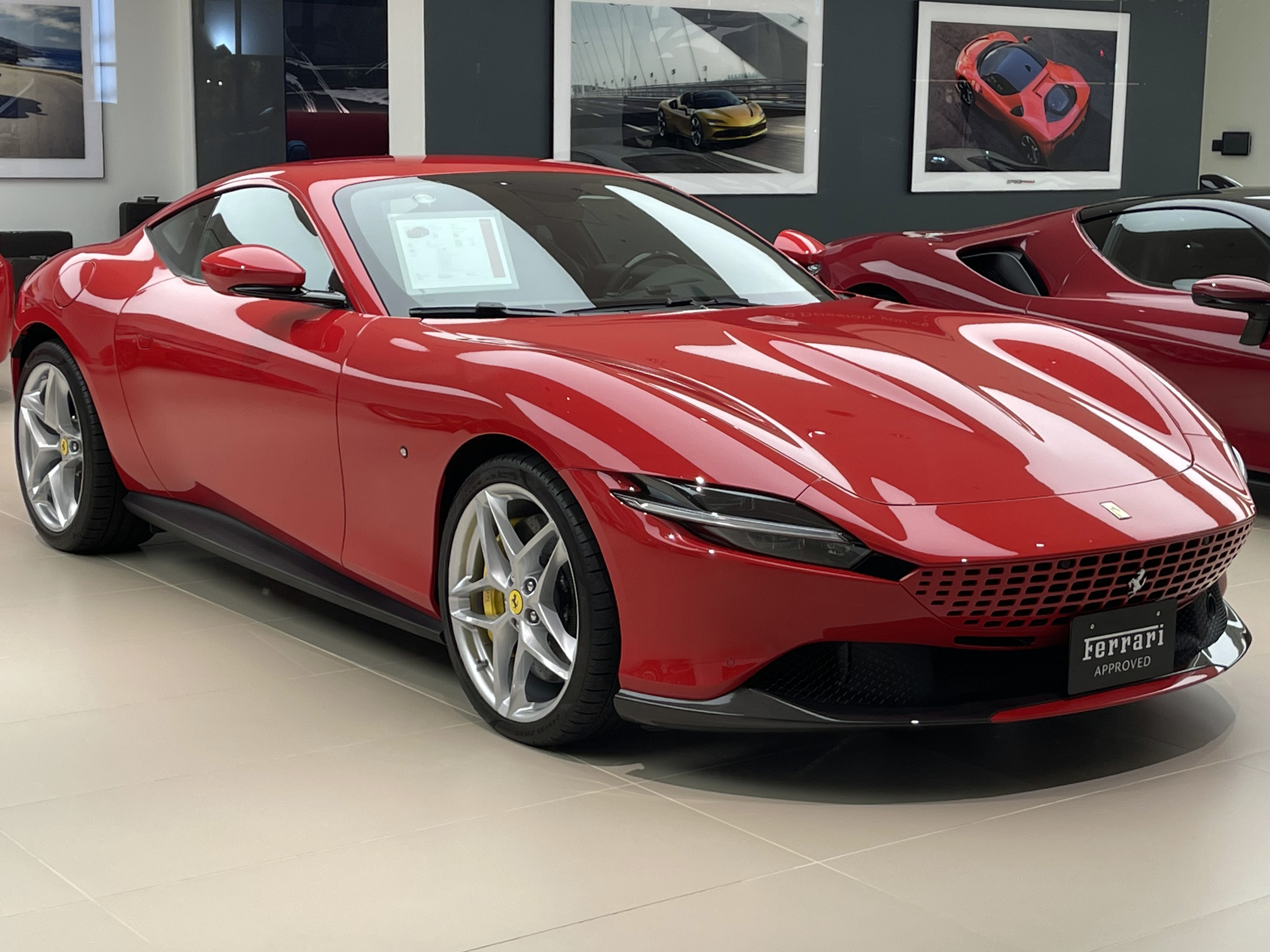
En Japón en noviembre de 2022

El lenguaje de diseño de la Roma está destinado a mostrar la "forma de vida placentera" (llamada La Nuova Dolce Vita en italiano) que adornaba la capital de Italia en las décadas de 1950 y 1960 y es una desviación del lenguaje de estilo de los actuales autos deportivos Ferrari. La parte delantera del automóvil se inspira en el auto deportivo insignia SF90 Stradale, mientras que el perfil lateral del automóvil recuerda al 812 Superfast. El diseño general está inspirado en el 250 GT Lusso y los 250 GT 2+2 grand tourers. Una parrilla del color de la carrocería, manijas de las puertas al ras, luces led delgadas en la parte delantera y trasera y un alerón profundo en la barbilla, son algunos de los principales cambios.
El interior se centra en el tema de la cabina doble, con celdas separadas de conductor y pasajero, que Ferrari lo describe como un interior "2+2". El tablero de instrumentos cuenta con instrumentación digital: una pantalla táctil envolvente de 16 pulgadas (40,6 cm) y un volante multifunción (ambos compartidos con el SF90 Stradale) para el conductor. La pieza de acabado que atraviesa el centro del interior, separa al conductor y al pasajero y se integra perfectamente en el tablero de instrumentos. Una pantalla táctil vertical de 8,4 pulgadas (21,3 cm) montada en el centro, controla la mayoría de las funciones del automóvil y una tercera pantalla táctil vertical, está integrada en el tablero en el lado del pasajero. La pantalla del pasajero permite el acceso del pasajero a los controles de HVAC solamente con controles multimedia y de navegación. El pasajero también puede ver las métricas de rendimiento del automóvil.
Una llave de nuevo diseño les permite al conductor abrir las puertas del automóvil presionando un botón cerca de las manijas de las puertas al ras del automóvil.
El volante estrena un nuevo diseño con gran cantidad de mandos integrados, pero todos ellos siendo táctiles. Lo mismo sucede con la interfaz de infoentretenimiento central, ubicada entre los asientos delanteros y en posición vertical, con una configuración que debería permitir alojar a personas de baja estatura o niños en las plazas traseras. En referencia al maletero no se han comunicado cifras de volumen, pero del mismo modo podemos esperar suficiente espacio para llevar el equipaje de dos personas.

## Especificaciones y rendimiento

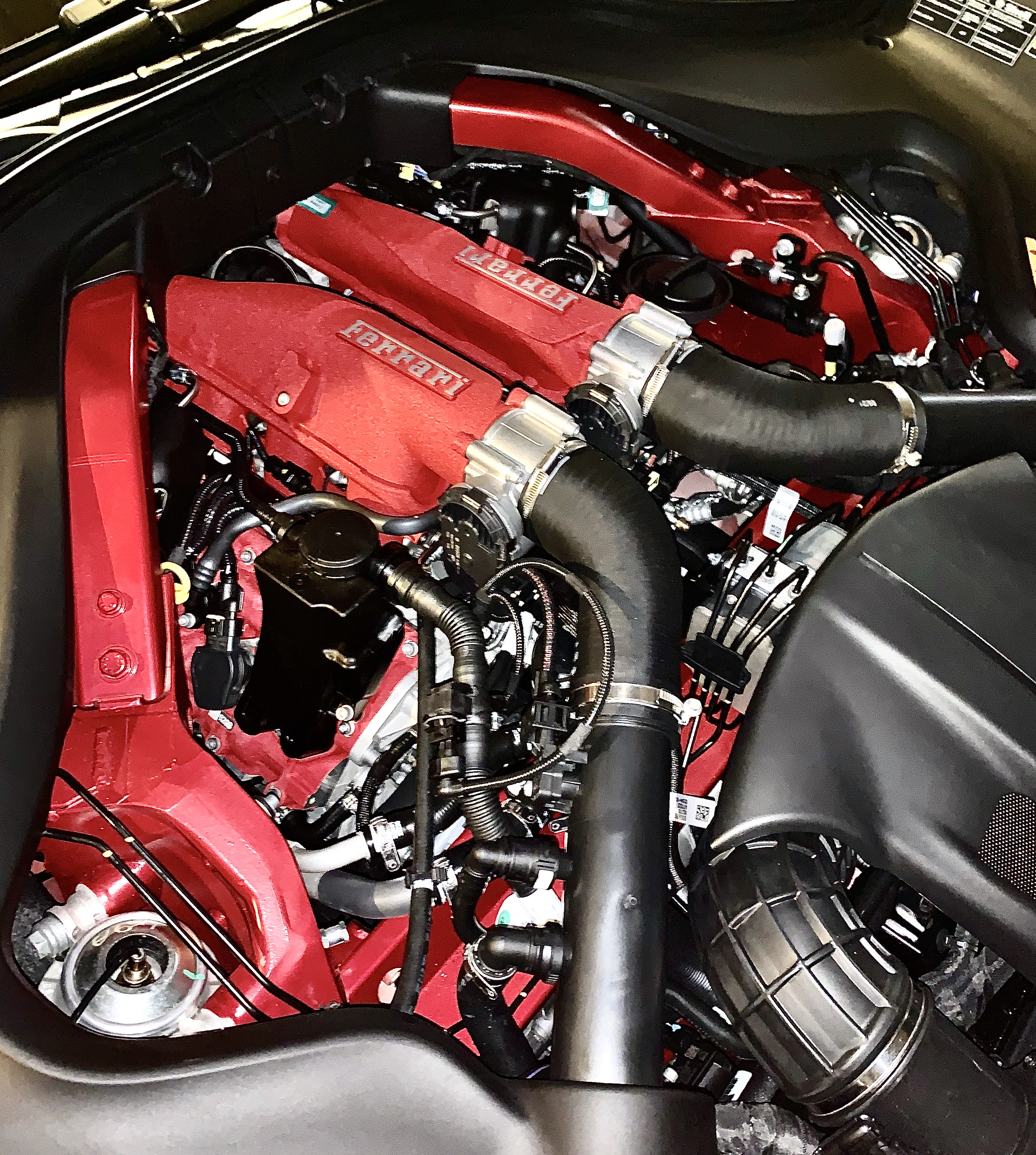
Motor Type 154

El V8 es la misma unidad utilizada en el Portofino, pero está modificado para tener una potencia nominal de 620 CV (612 HP; 456 kW) entre las 5750 y 7500 rpm y 760 N·m (561 lb·pie) de par máximo entre las 3000 y 5750 rpm. El motor V8 biturbo con un diámetro x carrera de 86,5 x 82 mm (3,41 x 3,23 pulgadas), está acoplado a una caja de cambios de doble embrague de ocho velocidades compartida con el SF90 Stradale, que pesa 6 kg (13,2 libras) menos que la unidad de siete velocidades utilizada en el Portofino y se afirma que proporciona cambios más rápidos y suaves.
Un sistema de escape rediseñado, utiliza filtro de partículas por razones de regulación de emisiones, pero se ha diseñado para conservar la mejor nota de escape. Esto se logró quitando los silenciadores y agregando válvulas de filtro. El Roma también viene con la tecnología 6.0 de control de deslizamiento lateral de Ferrari, la perilla Manettino con cinco posiciones en el volante y un Dynamic Enhancer que controla el ángulo de desvío, accionando las pinzas de freno individuales del automóvil, la primera para un modelo Ferrari GT. Los componentes más ligeros se utilizan siempre que sea posible y Ferrari afirma que el 70% de las piezas utilizadas en el Roma son nuevas en comparación con el Portofino.
Un alerón trasero activo se activa en tres etapas de despliegue a alta velocidad para ayudar a generar carga aerodinámica. Los neumáticos utilizados en el Roma miden 285/35 ZR20 pulgadas (50,8 cm) en la parte trasera y 245/35 ZR20 pulgadas (50,8 cm) en la parte delantera. El Roma viene con 12,2 pies cúbicos (345,5 dm³) de espacio de arranque en la cajuela y espacio de almacenamiento adicional detrás de los dos asientos delanteros. Algunos sistemas de asistencia serán opcionales para ayudar al conductor durante los viajes largos.
El Roma pesa 200 kg (441 libras) menos que el Portofino mientras se basa en la misma plataforma, debido a una estructura de carrocería más rígida y al uso de partes más ligeras. Las cifras de rendimiento incluyen un tiempo de aceleración de 0 a 100 km/h (62 mph) en 3.4 segundos, de 0 a 200 km/h (124 mph) en 9.3 segundos y una velocidad máxima de 320 km/h (199 mph).